# Kurt Zentner
Kurt Zentner (* 27. Januar 1903 in Bobenthal; † Juni 1974 in Grünwald bei München, auch Kurt E. Zentner und Kurt Eicke Zentner) war ein deutscher Redakteur und Publizist. In der Zeit des Nationalsozialismus war er von 1933 bis 1937 Chef vom Dienst und Bildredakteur der Berliner Illustrirten Zeitung, entwarf ein Sonderheft für die Olympischen Spiele 1936 und konzipierte 1938 die Zeitschrift Der Stern. Diese  Zeitschrift war ein Glanz- und Glamourblatt über Filmstars und erreichte unter Zentner als Chefredakteur eine Auflage von 750.000 Exemplaren. Sie gilt als Vorbild der von Henri Nannen nach dem Zweiten Weltkrieg gegründeten neuen Zeitschrift Stern – vom Logo über die Gestaltung der Titelseiten mit hochwertigen Fotografien weiblicher Models bis hin zu Themensetzungen. Ab Mitte 1941 war Zentner Angehöriger der Wehrmacht-Propagandatruppe, die er im November 1941 verlassen musste, da er als „jüdischer Mischling“ untragbar sei. Nach 1945 wurde er durch seine publizistische Tätigkeit zur Geschichte des „Dritten Reiches“ und zum Zweiten Weltkrieg bekannt. Anfang der 1950er Jahre arbeitete er auch bei Henri Nannens neuer Zeitschrift Stern und vertrat diesen in der zweiten Jahreshälfte 1951 kommissarisch als Chefredakteur.

## Leben

### Herkunft, Studium und beruflicher Werdegang
Kurt Zentner war der Sohn des Richters Hans-Ulrich Zentner und dessen Ehefrau Mathilde, geb. Wegmann. Er besuchte bis Mai 1919 das humanistische Gymnasium in Metz, danach Gymnasien in Wilhelmshaven, Breslau und Karlsruhe, wo er im Juli 1921 das Abitur erwarb. Nach eigenen Angaben arbeitete er anschließend ein Jahr lang auf verschiedenen Zechen unter Tage zur Vorbereitung eines Bergbaustudiums, das er gegen seine Neigungen in München und an der Bergakademie Clausthal habe aufnehmen müssen. Dieses führte er jedoch nicht zu Ende, sondern ging von September 1923 bis Januar 1924 als Zeitfreiwilliger in die Reichswehr zur Gebirgs-Maschinengewehrabteilung der Goslarer Jäger. Von 1925 bis 1927 arbeitete er als Werkstudent bei der Dresdner Bank und Preußischen Zentralgenossenschaftskasse. Zentner studierte an der Friedrich-Wilhelms-Universität Berlin Philosophie, Geschichte und Pädagogik sowie zeitgleich Sport an der Deutschen Hochschule für Leibesübungen. Während seines Sportstudiums war er selbst Leistungssportler und deutscher Hochschulmeister im 400-Meter-Lauf. Nach einem Studienjahr 1927/28 an der Sorbonne in Paris schloss er sein Studium an der Universität Leipzig ab und wurde 1934 bei den dortigen Professoren Walter Goetz und Hermann Altrock an der philologisch-historischen Abteilung der Philosophischen Fakultät promoviert mit einer Arbeit zum Beitrag Pierre de Coubertins für die Entwicklung des modernen Sports. Zu diesem Zeitpunkt war er schon seit seiner Rückkehr aus Paris ab April 1929 in der Presseabteilung des Messe-, Ausstellungs- und Fremdenverkehrsamtes der Stadt Berlin tätig.

### Zeit des Nationalsozialismus bis 1939
Nachdem Zentner im März 1933 vom Berliner Messeamt entlassen worden war, weil er – wie er nach dem Krieg erklärte – Mitglied der SPD war, verließ er die Partei, der er seit 1930 angehört hatte. Er trat noch 1933 in die NSDAP ein. Von 1933 bis 1937 arbeitete Zentner im Ullstein Verlag als Bildredakteur und Chef vom Dienst der  Berliner Illustrirten Zeitung. Für die Olympischen Spiele 1936 in Berlin entwarf er ein Olympia-Sonderheft, von dem 800.000 Exemplare verkauft wurden. Anschließend sandte ihn der Verlag für ein Jahr in die Vereinigten Staaten, um dort das amerikanische Zeitungswesen, vor allem die Aufmachung moderner, publikumswirksamer Zeitschriften zu studieren. Dass nach seiner Rückkehr aus den USA durch eine vom Institut zur Erforschung der Judenfrage vorgenommene Prüfung von Kirchenbüchern sein Status als „Vierteljude“ festgestellt wurde, stoppte seine Karriere vorerst nicht.

Logo des STERN Nr. 16/April 1939 mit Zentner als Chefredakteur

Seine in den USA gewonnenen Erkenntnisse wandte er 1938 bei der Konzeption des neuen Magazins Der Stern an, das im Nachfolgeverlag des zerschlagenen Ullstein-Verlags, dem „Deutschen Verlag“, erschien und dessen Chefredakteur er wurde. Die Zeitschrift erreichte eine Auflage von 750.000 Exemplaren mit mindestens drei Millionen Lesern. Sie war ein Glanz- und Glamourblatt über Filmstars, bot aber auch Berichte über die Bayreuther Wagner-Festspiele und die Theaterszene, diente als Ratgeber für Lebenshilfe, enthielt Sterndeutungen, eine Witzeseite, Preisausschreiben und Fortsetzungsromane. Dabei schaffte Zentner es – als Berichte über „Tanzabende“ oder andere kulturelle Anlässe präsentiert – immer wieder, „nackte Haut ins Blatt zu bringen“, wie der Historiker Nils Minkmar schreibt. Minkmar weist darauf hin, dass diese Aufmachung derjenigen des von Henri Nannen nach dem Krieg gegründeten Magazins Stern zumindest bis Anfang der 1960er Jahre sehr ähnlich war. Dies gilt für das Stern-Logo, die Präsentation von Storys über Filmstars, von deren Glanz „die Stern-Geschichten vor dem Krieg wie nach dem Krieg“ lebten, vor allem aber für die „Kontinuität der Covergestaltung“. Minkmar nennt als markantestes Beispiel: „Wer das Cover des Stern Nr. 25 vom Juni 1939 mit Brigitte Horney sieht und dann das berühmte Nachkriegscover mit Hildegard Knef danebenlegt, meint, zwei Ausgaben derselben Zeitschrift vor sich zu haben.“ Für den Historiker Habbo Knoch „[machte] dieser erste ‚Stern‘ die Mischung aus Stil und Kultur, Stars und Sex bereits vor“.

### Im Zweiten Weltkrieg
Ende 1939, wenige Monate nach Beginn des Zweiten Weltkriegs, wurde auf Druck des NS-Pressechefs Max Amann der Stern eingestellt und durch die vom Oberkommando der Wehrmacht herausgegebene Soldatenzeitschrift Erika ersetzt.  Direkte Kriegspropaganda sollte nun verstärkt an die Stelle der vom Stern gepflegten Integrationspropaganda treten, die auf die angeblich schönen Seiten des Nationalsozialismus abzielte. Ab Anfang 1940 arbeitete Zentner als Korrespondent für die Berliner Illustrirte und die ebenfalls im Deutschen Verlag erscheinende, ausschließlich der Auslandspropaganda dienende Illustrierte Signal in Lissabon. Im März 1940 wurde er jedoch aufgrund seiner jüdischen Herkunft aus der NSDAP ausgeschlossen und im Sommer als „politisch nicht tragbar“ aus dem Verlag entlassen. Zentner meldete sich danach zum Kriegsdienst in der Wehrmacht. Er war bis Mitte 1941 Angehöriger der Wehrmacht-Propagandatruppe, konkret wurde er in der Propaganda-Ersatz-Abteilung (PEA) darauf vorbereitet, die Sektion für feindliche Artikelpropaganda der Wehrmachtpropaganda-Gruppe IV, die unter dem Kommando von Oberstleutnant Dr. Albrecht Blau stand, zu leiten. Nach den Recherchen des an der Gedenkstätte Yad Vashem tätigen israelischen Historikers Daniel Uziel im Bundesarchiv-Militärarchiv Freiburg wurde jedoch bei einer routinemäßigen Personalüberprüfung nun auch in der Wehrmacht offiziell bekannt, dass es sich bei Zentner um einen „jüdischen Mischling“ handele, und sein Fall dem Chef der Wehrmachtpropaganda Hasso von Wedel vorgelegt. Dieser entschied, laut Protokoll seines Adjutanten vom 7. November 1941:

„Der gemeine Soldat Dr. Kurt Zentner, der bei der Gruppe IV dient, ist ein Mischling. Die Befehlshaber der W[ehrmachts]Pr[opaganda] wollen keinen Mischling als offiziellen Angehörigen im OKW haben. Er wird unverzüglich zu seiner ursprünglichen Einheit zurückgeschickt.“

Tatsächlich wurde eine andere Lösung gefunden. Oberstleutnant Kurt Hesse, früherer Chef der Wehrmacht-Propaganda-Gruppe V und nun bei der Ausbildungsabteilung des Heeres („Colonel Dr. Hesse, the former director of WPr.V, now serving in OKHs training command“), der Zentner von seinen früheren Arbeiten her kannte, fragte bei der PEA an, ob dieser in seinem Auftrag entsprechende Schriften für ihn verfassen könne („Hesse knew him before and now wanted him to write a series of books for the commander of the army“), und Zentner wurde mit deren Einverständnis in Hesses Ausbildungsabteilung versetzt. Nach Angaben seines Sohnes Christian blieb Zentner für die Dauer des Krieges – abgesehen von einem nur wenige Wochen währenden Fronteinsatz – bei Hesse. Er habe in dessen Auftrag vor allem Broschüren für französische Zwangsarbeiter entwickelt, damit diese etwa im Krankheitsfalle wüssten, was sie zu tun hätten. Zudem sei er als Autor von Übersetzungshilfen für Kriegsgefangene eingesetzt worden. Mit diesen Tätigkeiten habe er Krieg und Holocaust überleben und seine mehrköpfige Familie finanziell über Wasser halten können.

### Nachkriegszeit
In der Nachkriegszeit war Zentner zunächst gemeinsam mit dem Schriftsteller und Journalisten Erik Reger an der Planung des Berliner Tagesspiegels beteiligt. Die beiden waren als gemeinsame Chefredakteure der Zeitung vorgesehen, doch Zentner wurde im Entnazifizierungsverfahren vor der Spruchkammer des Bezirks Berlin-Zehlendorf 1946 nicht völlig entlastet. Zudem führte die Nachricht, dass Zentner sechs Jahre Mitglied der NSDAP gewesen war, bei dem erklärten Hitler-Gegner Erik Reger dazu, jede weitere Zusammenarbeit mit seinem Kompagnon als untragbar einzustellen. Damit war Zentners Rückkehr in die erste Reihe der Nachkriegsjournalisten zumindest vorerst gescheitert. Er versuchte sich an einem minder erfolgreichen Zeitschriftenprojekt, das in Anlehnung an Reader’s Digest den Titel Alles für die Wissbegierigen trug, und verfasste Schriften gegen den Stalinismus, so ein Pamphlet mit dem Titel Heil Stalin! Eine Fibel für die Bedrohten, in dem er Front gegen den Bolschewismus machte und Stalin mit Hitler gleichsetzte.
Anfang der 1950er Jahre arbeitete Zentner bei Henri Nannens Stern. Als Nannen sich in der zweiten Hälfte des Jahres 1951 auf dem amerikanischen Kontinent aufhielt, vertrat ihn Zentner kommissarisch als Chefredakteur. So erschien im März/April 1952 die von Zentner gemeinsam mit Erik G. Verg verfasste Serie Der grosse Schwindel, die im Stile einer Skandalgeschichte mit den Entnazifizierungsbemühungen der Alliierten abrechnete. Zum einen wurde dargestellt, dass Opfer des Nationalsozialismus noch einmal zu Opfern der Entnazifizierung gemacht worden seien. Zum anderen geriet die Serie zu einer Aufzählung administrativer und personeller Fehlentscheidungen, welche die amerikanischen Besatzer während der Übergabe des Entnazifizierungsprozesses an die Deutschen zu verantworten hätten, etwa die angebliche Unterwanderung der Spruchkammern durch Kommunisten.
Anschließend war Zentner von 1952 bis 1954 Chefredakteur der im Süddeutschen Verlag erscheinenden Münchner Illustrierten. Zudem schrieb er Sachbücher und wirkte an Fernsehdokumentationen zum „Dritten Reich“ mit.
In seiner Schrift von 1952 Nur einmal konnte Stalin siegen stellte er diesen als „pockennarbige[n], leicht schielende[n] Herrn des Kreml“ vor, der nun „ausgespielt“ habe. Die Thesen dieser Schrift fasste Zentner auch in einem entsprechenden Beitrag in der Wochenzeitung Die Zeit zusammen. Darin sah er die westlichen Länder als überlegen an, falls sie es vermeiden würden, die Fehler des letzten Krieges zu wiederholen.
1953/54 realisierte Zentner nach präzisen Vorgaben des Verlegers Joseph Caspar Witsch ein Buchprojekt, das die Wohlstand schaffenden Auswirkungen des Marshallplans für die deutsche Bevölkerung mittels Wort-Bild-Beiträgen vor Augen führen sollte. Dem „Elend [...] bis zum Währungsstichtag“, so Witsch in einem Brief an Zentner vom 29. Mai 1953, sollte die Rückkehr zur „Wiederherstellung der Moral“ und das „Faktum“ der nun geschaffenen „Kaufkraft“ entgegengestellt werden. Das Buchprojekt wurde von der amerikanischen Economic Cooperation Administration mit 150.000 DM finanziell unterstützt. Zentner ließ den ersten Band des Aufstieg aus dem Nichts betitelten Werks mit Bildern von existentiell gefährdeten und verzweifelten Menschen in städtischen Trümmerlandschaften beginnen und mit einer Sequenz zu Publicity-Agenturen mit ihren Werbebotschaften bis hin zu Bikini- und Negligé-Models enden. Den zweiten Band eröffnete er mit einem bis aufs Hemd ausgeraubten Straßenpassanten 1947 und präsentierte am Schluss das Bild eines großzügig bemessenen Schlafzimmers mit Doppelbett und dem erklärenden Hinweis, dass mit amerikanischen Geldern solche Wohnungen für 500.000 Menschen in Deutschland errichtet worden seien. Von den Bänden, die nach Einschätzung des Witsch-Biographen Frank Möller ungeachtet ihrer propagandistischen Wirkung durchaus eine Fülle relevanter alltags-, sozial- und mentalitätsgeschichtlicher Aspekte der Nachkriegsjahre aufschlussreich darstellen,  erschienen zwei Mal je 20.000 Exemplare.
Kurt Zentner steuerte der Dokumentationsserie Das Dritte Reich Dokumentationsmaterial bei. Diese bis heute umfangreichste jedoch gleichzeitig wenig kritische ARD-Doku-Serie zum Themenkomplex Nationalsozialismus und Zweiter Weltkrieg, wurde in 14 jeweils 50-minütigen Sendungen vom 21. Oktober 1960 bis zum 15. Mai 1961 zur besten Sendezeit von 20:25 bis 21:15 Uhr ausgestrahlt.
Seinen größten publizistischen Erfolg errang Zentner aber mit seinen in den 1960er Jahren und danach in vielen weiteren Auflagen erschienenen populärwissenschaftlichen Büchern Illustrierte Geschichte des Zweiten Weltkriegs und Illustrierte Geschichte des Dritten Reiches. Diese waren als Bildbände auf Glanzpapier mit neutral erscheinendem Begleittext angelegt und klammerten den Charakter der deutschen Kriegführung als Vernichtungskrieg aus. Allein Zentners Illustrierte Geschichte des Zweiten Weltkrieges erreichte 1973 in der achten Auflage 240.000 Exemplare. Daniel Uziel charakterisiert Zentners Schriften nach dem Krieg als „apologetische Bücher über die Wehrmacht“.
Als Zentner nach langer, schwerer Krankheit im Juni 1974 verstarb, betonte Karl Ude in seinem Nachruf für die Süddeutsche Zeitung, Kurt Zentners Werk werde von dessen Sohn Christian (1938–2023) fortgeführt.

## Schriften (Auswahl)
- Pierre de Coubertin! Ein Beitrag zur Entwicklung des modernen Sports. Universitätsverlag von Robert Noske, Borna / Leipzig 1935, DNB 361350147 (Inaugural-Dissertation, Universität Leipzig 1935, 68 Seiten).
- Heil Stalin! Eine Fibel für die Bedrohten. Ruhr-Verlag, Gelsenkirchen 1950, DNB 455806918 (mit 32 ganzseitigen Karikaturen).
- Die ersten fünfzig Jahre des 20. Jahrhunderts. Eine Schau in Bild und Wort in 3 Bänden. Burda, Offenburg / Baden, 1950ff, DNB 452169003 (Band 1).
- Nur einmal konnte Stalin siegen. Lehren und Bilder aus dem Russlandfeldzug 1941–1945. Gruner, Hamburg 1952.
- Aufstieg aus dem Nichts. Deutschland von 1945 bis 1953. Eine Soziographie in 2 Bänden. Kiepenheuer & Witsch, Köln / Berlin 1954.
- Illustrierte Geschichte des Zweiten Weltkriegs. Südwest-Verlag, München 1963 (8. Auflage 1973: 221. bis 240. Tausend).
- Illustrierte Geschichte des Dritten Reiches. Südwest-Verlag, München 1965.
- Illustrierte Geschichte des Widerstandes in Deutschland und Europa 1933–1945. Südwest-Verlag, München 1966.
- Der Zweite Weltkrieg in Bildern und Tatsachenberichten. Band 1 und 2, Lingen Verlag, Köln 1970.